# Port Mathurin

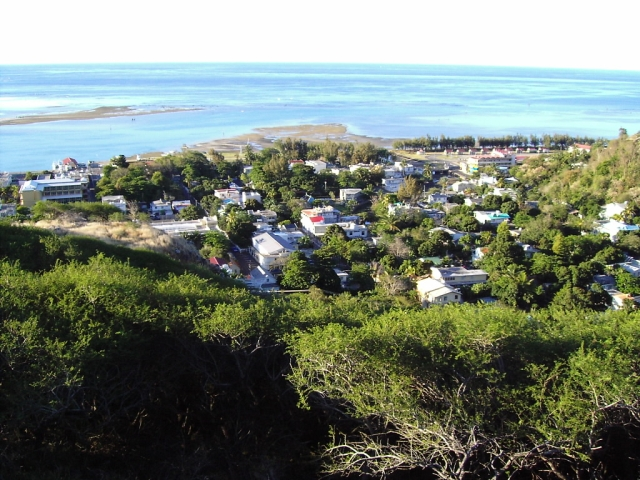
Port Mathurin från Mount Fanal

Port Mathurin är huvudstad på ön Rodrigues i Indiska Oceanen. Den ligger på öns norra kust.
François Leguat och de första franska bosättarna landsteg på ön 1 maj 1691 vid platsen för den blivande huvudstaden som fransmännen grundade 1735. Staden har fått sitt namn efter en av de första bosättarna, antingen Mathurin Bréhinier eller Mathurin Morlaix.
Idag bor det cirka 6 000 människor i Port Mathurin. Det finns en katolsk och en anglikansk kyrka samt en moské.